# Liu Changchun

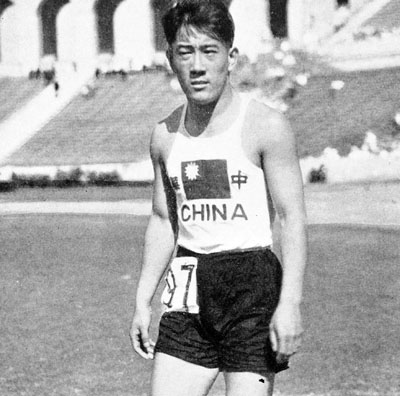
Liu Changchun

Liu Changchun chinesisch 刘长春 (* 25. Oktober 1909; † 25. März 1983) war ein chinesischer Kurzstreckenläufer. Er war der erste Chinese aus der damaligen Republik China, der an Olympischen Spielen teilnahm. Er startete bei den Olympischen Sommerspielen 1932 in Los Angeles im 100 Meter- und im 200-Meter-Lauf und schied jeweils im Vorlauf aus.
Später unterrichtete er an der Technischen Universität Dalian. 